# Fill Predilecte d'Andalusia

Fill Predilecte d'Andalusia és un títol honorífic aprovat el dia 10 d'agost, per decret 156/1983, pel qual es reconeixen els mèrits excepcionals o la distinció dels qui en relació amb la regió andalusa, pel seu treball o actuacions, científiques, socials o polítiques, que hagin redundat en benefici d'Andalusia, es consideri que siguin creditors d'aquest premi, concedit per la Junta d'Andalusia. És la més alta distinció de la Comunitat Autònoma d'Andalusia.

## Normes
S'atorga per acord del Consell de Govern, prèvia proposta del President de la Junta d'Andalusia, tramitant-se expedient per la Conselleria de la Presidència. Amb caràcter exclusivament honorífic, el guardó no comporta premi econòmic algun. Els noms de les persones agraciades amb el títol són inscrits en un registre anomenat "Llibre d'Or d'Andalusia". La concessió consisteix en una medalla on constarà la inscripció de Fill Predilecte d'Andalusia, i una placa de plata gravada on s'explica detalladament el motiu de la concessió. Només es concediran deu medalles anualment, excepte excepcions de Consell de Govern. Per a tal còmput no es tenen en compte les lliurades per cortesia o reciprocitat, ni les lliurades a títol pòstum. El lliurament només es farà en acte públic i solemne presidit pel President de la Junta d'Andalusia, en presència del Consell de Govern, i si pot ser coincidint amb la celebració del Dia d'Andalusia, excepte acord d'una altra data. Podrà ser revocada la concessió quan el titular es comporti públicament de forma contrària a la Comunitat Autònoma d'Andalusia, principis de la Constitució Espanyola de 1978 i a l'Estatut d'Autonomia d'Andalusia, o atempti a la dignitat dels seus interessos bàsics. Els distingits reben el tractament de Excelentíssim Senyor.

## Llista de fills predilectes d'Andalusia
- 1983

Antonio Cruz García. "Antonio Mairena", cantaor, Mairena del Alcor (Sevilla)
Rafael Alberti, escriptor, El Puerto de Santa María (Cadis)
Vicente Aleixandre Merlo, escriptor, Sevilla
Jorge Guillén Álvarez, escriptor Valladolid
Andrés Segovia, guitarrista, Linares (Jaén))
Ramón Carande y Thovar, historiador i economista, Palència
- 1984

Juan Álvarez Ossorio y Barrau
- 1985

Rafael Escuredo Rodríguez, advocat i polític, Estepa (Sevilla)
María Zambrano Alarcón, escriptora, Vélez-Málaga (Màlaga)
Antonio Gala Velasco, escriptor, Brazatortas (Ciudad Real)
Carlos Castilla del Pino, psiquiatra, San Roque (Cadis)
Antonio Domínguez Ortiz, historiador, Sevilla
- 1987

José Antonio Valverde Gómez
Manuel Andújar, escriptor, La Carolina (Jaén)
Juan de Mata Carriazo y Arroquia
- 1988

Emilio García Gómez, historiador especialitzat en arabisme Madrid
Manuel Castillo Navarro, compositor i pianista, Sevilla
Manuel Rivera Hernández, pintor, Granada
Pablo García Baena, poeta, Còrdova
José Manuel Rodríguez Delgado, metge neurofisiòleg, Ronda, Màlaga
- 1989

Rafael Montesinos Martínez, poeta, Sevilla
José Muñoz Caballero, pintor, Huelva
Luis Rosales Camacho, poeta, Granada
- 1990

Javier Benjumea Puigcerver, empresari fundador empresa Abengoa, Sevilla
Dolores Jiménez Alcántara "Niña de La Puebla", cantaora, La Puebla de Cazalla (Sevilla)
Francisco Ayala y García Duarte, escriptor, Granada
- 1991

José Rodríguez de la Borbolla y Camoyán, advocat i polític, Sevilla
- 1992

José Antonio Muñoz Rojas, poeta, Antequera (Màlaga)
- 1993

Manuel Losada Villasante, científic, Carmona (Sevilla)
- 1994

S.A.R. Maria de la Mercè de Borbó-Dues Sicílies (Madrid)
- 1995

Miguel Rodríguez-Piñero Bravo-Ferrer, jurista, catedràtic, magistrat i president del Tribunal Constitucional, Sevilla
- 1996

José Manuel Caballero Bonald, poeta i assagista, Jerez de la Frontera (Cadis)
- 1997

Desert
- 1998

Felipe González Márquez, advocat i polític, Dos Hermanas (Sevilla)
- 1999

Manuel Clavero Arévalo, advocat i polític, Sevilla
- 2000

Carlos Amigo Vallejo, Arquebisbe de Sevilla, Medina de Rioseco (Valladolid)
- 2001

José Carlos Cano Fernández (Carlos Cano), cantautor, Granada. A títol pòstum
Pedro Cruz Villalón, president del Tribunal Constitucional, Sevilla
- 2002

Manuel Jiménez de Parga, president del Tribunal Constitucional, Granada
- 2003

Emilio Lledó Íñigo Sevilla
Christine Ruiz-Picasso, París (França)
- 2004

Francisco Márquez Villanueva
Leopoldo de Luis, poeta, Còrdova
- 2005

María Victoria Atencia García, Málaga
Julia Uceda Valiente, Sevilla
- 2006

María del Rosario Cayetana Fitz-James Stuart y Silva XVIII Duquessa d'Alba, (Madrid)
Carlos Edmundo de Ory, poeta, Cadis
- 2007

José Saramago, escriptor, Azinhaga (Portugal)
- 2008

Federico Mayor Zaragoza, exrector de la Universitat de Granada, exdirector General de la Unesco. (Barcelona)
- 2009

Juan Antonio Carrillo Salcedo, Doctor en Dret per la Universitat de Sevilla, qualificat expert en Dret Internacional. (Morón de la Frontera) (Sevilla)
- 2010

Francisca Díaz Torres, empresària.
Augusto Méndez de Lugo y López de Ayala, president del Tribunal Superior de Justícia d'Andalusia, Ceuta i Melilla (TSJA) (Madrid)
- 2011[1]

Alfonso Guerra González, Polític (Sevilla)
Juana Domínguez Manso "Juana de Aizpuru", galerista.
- 2012[2]

Luis Rodríguez Gordillo "Luis Gordillo", Pintor (Sevilla)
Josefina Molina Reig, Cineasta (Còrdova)
- 2013[3]

Manuel José García Caparrós, sindicalista. A títol pòstum
José Antonio Domínguez Bandera (Antonio Banderas), actor
Carmen Laffón de la Escosura, pintora
- 2014[4]

Miguel Ríos Campaña (Miguel Ríos), cantautor
- 2015[5]

Alberto Rodríguez Librero

## Cultura popular
José Saramago (fill predilecte d'Andalusia 2007) va improvisar el seu discurs completament, per primera vegada en la història d'aquests premis. Felipe González improvisaria en 1998 part del discurs, però no íntegrament.
Durant el discurs, a José Saramago li va caure la medalla a terra, i hagué d'ajupir-se a agafar-la. En continuar va dir: «Això podria resoldre's amb un refrany en llatí: Sic transit gloria mundi», cosa que arrencà l'ovació del públic.